# Fabrício (ur. 1982)
Fabrício de Souza (ur. 5 lipca 1982 w Imbitubie) – brazylijski piłkarz występujący na pozycji obrońcy i pomocnika.

## Życiorys
Seniorską karierę rozpoczynał w 2000 roku w União São João EC. W 2001 roku przeszedł do SC Corinthians Paulista. W tym klubie rozegrał 90 meczów w Campeonato Brasileiro Série A, debiutując 30 września 2001 roku w przegranym 0:3 spotkaniu z Guarani FC. W barwach Corinthians dwukrotnie (2001, 2003) wygrał Campeonato Paulista, a w 2002 roku zwyciężył w Torneio Rio-São Paulo. W 2002 roku wygrał Puchar Brazylii, zaś w 2005 roku zdobył mistrzostwo kraju. Ponadto uczestniczył w Copa Libertadores i Copa Sudamericana. W 2006 roku przeszedł do Júbilo Iwata. W J.League Division 1 zadebiutował 5 marca w zremisowanym 1:1 meczu z Avispą Fukuoka. W Japonii grał do 2007 roku, występując w 56 ligowych meczach. Następnie powrócił do Brazylii, podpisując kontrakt z Cruzeiro EC. W tym klubie rozegrał ponad 150 meczów, z czego 112 w Série A. W 2012 roku związał się umową z São Paulo FC, z którego w 2014 roku został wypożyczony do CR Vasco da Gama. W 2015 roku grał w Joinville EC, po czym zakończył karierę.

## Statystyki ligowe
| Sezon    | Klub                    | Liga                          | Mecze | Gole |
| -------- | ----------------------- | ----------------------------- | ----- | ---- |
| 2001 (j) | SC Corinthians Paulista | Campeonato Brasileiro Série A | 8     | 1    |
| 2002     | SC Corinthians Paulista | Campeonato Brasileiro Série A | 25    | 0    |
| 2003     | SC Corinthians Paulista | Campeonato Brasileiro Série A | 40    | 3    |
| 2004     | SC Corinthians Paulista | Campeonato Brasileiro Série A | 2     | 0    |
| 2005     | SC Corinthians Paulista | Campeonato Brasileiro Série A | 15    | 0    |
| 2006     | Júbilo Iwata            | J.League Division 1           | 31    | 4    |
| 2007     | Júbilo Iwata            | J.League Division 1           | 25    | 2    |
| 2008     | Cruzeiro EC             | Campeonato Brasileiro Série A | 26    | 2    |
| 2009     | Cruzeiro EC             | Campeonato Brasileiro Série A | 30    | 3    |
| 2010     | Cruzeiro EC             | Campeonato Brasileiro Série A | 27    | 0    |
| 2011     | Cruzeiro EC             | Campeonato Brasileiro Série A | 29    | 3    |
| 2012     | São Paulo FC            | Campeonato Brasileiro Série A | 1     | 0    |
| 2013     | São Paulo FC            | Campeonato Brasileiro Série A | 15    | 0    |
| 2014     | CR Vasco da Gama        | Campeonato Brasileiro Série B | 25    | 2    |
| 2015     | Joinville EC            | Campeonato Brasileiro Série A | 9     | 0    |